# مدينة يورك (دائرة انتخابية في المملكة المتحدة)
مدينة يورك (بالإنجليزية: City of York)‏ هي إحدى الدوائر الانتخابية في المملكة المتحدة الممثلة في مجلس العموم في برلمان المملكة المتحدة.
عضو البرلمان الذي يمثلها حالياً هو :Hugh Bayley (Lab).